# Mount Hopeless
Der Mount Hopeless liegt in den Flinders Ranges in South Australia, südwestlich des Lake Blanche, in den der Cooper Creek mündet. Der Berg wurde von dem Entdecker Charles Sturt im Jahre 1844 so benannt, als er die Suche nach dem sagenumwobenen inländischen Süßwassersee Australiens (hoffnungslos) aufgab, der lange Zeit in der Mitte des riesigen Kontinents vermutet wurde. Der steinige Berg ist etwa 127 Meter hoch.
Als die Expedition von Burke und Wills im Jahre 1860 stattfand, befand sich etwa 40 Kilometer von diesem Berg entfernt die Blanchewater Station, ein bewohnter Außenposten in aridem Gelände von Australien, unweit von Marree. Es war eine große Viehstation, deren Ruinen heute am Strzelecki Track liegen. Damals war es die nördlichste Viehzuchtstation in South Australien. Die verzweifelte und geschwächte Expeditionsgruppe mit Robert O’Hara Burke, William John Wills und John King versuchten vom Cooper Creek aus den etwa 240 Kilometer entfernten Ort zu erreichen, weil dieser näher als Menindee lag. Menindee war der Ort, an dem sie ein Depot hinterlassen hatten. Sie erreichten den Mount Hopeless nicht, sondern kehrten wieder zum Cooper Creek zurück. Wills und Burke starben, lediglich King überlebte und wurde von der Rettungsgruppe, die der Naturforscher Alfred William Howitt anführte, lebend aufgefunden, weil ihn Aborigines am Leben gehalten hatten.
Im Jahre 1870 trieb der australische Viehdieb Harry Redford eine Viehherde von schätzungsweise 600 bis 1000 Rindern aus Queensland auf dem Strzelecki Track vorbei am Mount Hopeless und verkaufte sie für 5000 Pfund an die Blanchewater-Viehstation.